# Любовцев, Илья Михайлович
Илья Михайлович Любовцев (1899—1975) — советский военачальник, генерал-майор (4.06.1940), участник Гражданской и Великой Отечественной войн. В 1944 году попал в немецкий плен, после войны вернулся в СССР и продолжил службу.

## Молодость, гражданская война
Родился 3 января 1899 года (по новому стилю) в селе Богородское Московской губернии в семье плотника. Окончил четырёхклассное городское училище. Работал на торфоразработках на станции Болшево Московского уезда, с апреля 1915 на табачной фабрике «Райхман» в Москве.
В декабре 1916 года был мобилизован в Русскую императорскую армию, но на фронт не попал, служил писарем в отдельном запасном кавалерийском дивизионе в Дмитровской волости. В июле 1917 года уехал в отпуск, из которого в часть не вернулся.
В октябре 1917 года вступил в ряды Красной Гвардии Краснопресненского района Москвы, в котором был командиром десятка и командиром взвода. В феврале 1918 года добровольно пошёл в Рабоче-Крестьянскую Красную Армию, командир конного взвода в отряде особого назначения. С мая 1918 года — командир взвода и эскадрона 1-го территориального Московского полка. С декабря 1918 — командир конного взвода в отряде охраны железной дороги. С июля 1919 года — помощник начальника и начальник Екатеринбургского отряда по борьбе с бандитизмом Восточного фронта. С июня 1920 — командир эскадрона 36-го стрелкового полка 3-й армии Западного фронта. За время Гражданской войны участвовал в подавлении Ярославского восстания, в боевых действий против войск А. И. Деникина и К. К. Мамонтова (март-май 1919), против войск адмирала А. В. Колчака и Г. М. Семёнова, а затем в советско-польской войне и против многочисленных бандформирований. В августе 1920 года направлен на учёбу, в октябре 1921 года окончил 3-и Оренбургские кавалерийские курсы.

## Межвоенное время
После войны продолжил службу в армии, с 1921 года служил командиром эскадрона при Особом отделе 1-го кавалерийского корпуса и при отряде Азербайджанской ЧК на Кавказе, с апреля 1922 — в 8-й кавалерийской дивизии Краснознамённой Кавказской армии, с августа 1922 — в 2-м кавалерийском полку Грузинской ЧК и войск ОГПУ Северного Кавказа. С января 1923 — инструктор кавалерии в 52-м отдельном Черноморском дивизионе. Затем вновь командовал эскадронами в 5-м Донском и в 6-м отдельном полках ОГПУ.
В 1926 году окончил Военную академию РККА имени Фрунзе. После её окончания служил в Среднеазиатском военном округе начальником штаба 77-го кавалерийского полка в 6-й отдельной кавалерийской бригаде и в 11-й кавалерийской дивизии. Активный участник боевых действий против басмачей. С сентября 1928 года был преподавателем в 1-й Советской Объединённой военной школе имени ВЦИК в Москве. С сентября 1929 года — начальник Кавалерийских курсов усовершенствования комсостава РККА. С июля 1931 — начальник штаба 14-й кавалерийской дивизии (Московский военный округ). С ноября 1932 года командовал 252-м стрелковым полком 84-й стрелковой дивизии этого округа. С мая 1936 — начальник окружного учебного центра (Мичуринск). В ноябре 1936 года стал начальником штаба 16-й стрелковой дивизии (Ленинградский военный округ, в 1940 году передана в Прибалтийский Особый военный округ), в мае 1938 года назначен на должность командира этой стрелковой дивизии. 4 июня 1940 года ему было присвоено звание генерал-майора. Участвовал в работе совещания высшего руководящего состава РККА в декабре 1940 года и сам выступал на нём К 22 июня 1941 года дивизия входила в состав 27-й армии, дислоцировалась в районе Таллина.
Член ВКП(б) с 1932 года.

## Великая Отечественная война
С конца июня 1941 года принимал участие в боевых действиях против немецких войск на Северо-Западном фронте (Прибалтийская стратегическая оборонительная операция). С 7 июля 1941 года был заместителем командующего 8-й армией этого фронта, а 24 июля вступил в командование 8-й армией. Его действия на посту командарма оказались неудачными: немецкие войска разрезали оборону армии в Эстонии на две части, выйдя к побережью Финского залива, отбросив одну часть армии к Таллину, а другую к Нарве. 6 августа генерал Любовцев был снят с должности.
В августе 1941 года назначен командиром 2-й дивизии народного ополчения Ленинграда, которая 23 сентября переформирована в 85-ю стрелковую дивизию и воевала в составе 8-й и 55-й армий на Ленинградском фронте. Дивизия оборонялась на Ораниенбаумском плацдарме. В январе 1942 года генерал Любовцев был назначен начальником штаба 55-й армии того же фронта, а в апреле 1942 — заместителем командующего этой армией. В 1942 году был дважды ранен. До мая 1943 года воевал в этой должности, участвуя в обороне Ленинграда, затем был направлен на учёбу.
В 1943 году он окончил ускоренный курс Высшей военной академии имени К. Е. Ворошилова, после чего в феврале 1944 года получил назначение на должность заместителя командира 104-го стрелкового корпуса 40-й армии 2-го Украинского фронта, с которым участвовал в Корсунь-Шевченсковской и Уманско-Ботошанской наступательных операциях. С мая 1944 года — командир 51-го стрелкового корпуса 40-й армии 2-го Украинского фронта . В августе 1944 года корпус принимал участие в Ясско-Кишинёвской операции, в ходе которой в окружение попала крупная немецкая группировка. Части корпуса наступали на внешнем фронте окружения, прорвали немецкую оборону и вышли к Восточным Карпатам. 25 августа 1944 года генерал Любовцев с группой офицеров попал под удар прорывавшихся из окружения немецких частей под городом Пьятра-Нямц в Румынии (согласно биографии И. М. Любовцева в книге «Великая Отечественная. Командармы» — попал в засаду). Под огневым налётом получил тяжёлые ранения левой руки, ноги, головы и в бессознательном состоянии попал в плен. В литературе встречаются утверждения, что он был последним советским генералом, попавшим в плен, однако в последнее время стало известно, что 23 апреля 1945 года в плен попал тяжело раненый генерал-майор В. К. Максимов.
В течение полугода генерал находился в немецком госпитале в Вене, а после лечения был отправлен в крепость Вайсенбург. В начале мая 1945 года Любовцев был освобождён американскими войсками. 26 мая из советской военной миссии по репатриации в Париже был самолётом с группой из 29 освобождённых из плена генералов доставлен в Москву.
До конца декабря 1945 года Любовцев подвергался проверке органов НКГБ СССР. В январе 1946 года Любовцев был восстановлен в кадрах Советской армии. С марта 1946 года он занимал должность старшего преподавателя Высшей военной академии имени К. Е. Ворошилова (в 1948 году ему были присвоены права окончившего эту академию). 30 октября 1948 года он был уволен в отставку по состоянию здоровья.
Умер 15 февраля 1975 года. Похоронен в Москве на Донском кладбище.

## Воинские звания
- полковник (22.12.1935);
- комбриг (28.02.1939);
- генерал-майор (4.06.1940).

## Награды
- Орден Ленина (6.05.1946)
- Два ордена Красного Знамени (3.11.1944[4][5], 1947)
- Орден Суворова 2-й степени (17.05.1944)[6][1]
- Медали СССР.